# 白球少女
『白球少女』（しらたましょうじょ）は、山崎毅宜による日本の漫画。ウェブコミック誌『FlexComixブラッド』にて、2007年より2010年まで連載された。単行本は全5巻（フレックスコミックス）。

## ストーリー
龍ヶ淵高等学校に転校してきた少女、白石円の並外れた身体能力を見た野球部員は、彼女を入部させようとする。

## 登場人物
白石 円（しらいし つぶら）
主人公・高校1年生。身長151cm。通称ツッチー。
県立龍ヶ淵高校に転校してきた。野球が大嫌いだが、非常に優れた野球センスを持つため、執拗な勧誘を受ける羽目になる。
馬場 雅巳（ばば まさみ）
1年生。
高木 叶（たかぎ かなえ）
1年生。通称タッキー。
瀬戸 拓郎（せと たくろう）
1年生。通称ゼットン。
安達 晴（あだち はる）
1年生。野球部マネージャー。
金子 華美（かねこ はなみ）
1年生。通称ハナビ。
当初停学処分中だったが、物語途中で学校に復帰。のちに野球部に入部。
八坂 平太郎（やさか へいたろう）
2年生。
山田 庄太郎（やまだ しょうたろう）
2年生。老け顔。
辻（つじ）
2年生。通称パシリン先輩。
金子（かねこ）
2年生。ハナビの兄。
まともに試合を組めない状態の野球部から距離を置いていたが、円の入部を機にまた顔を出すようになる。
部長
3年生。
花山先生
野球部の副顧問。
早川律子（はやかわ りつこ）
1年生。主人公のクラスメイト。陸上部所属。
白石 塁
円の妹。円より背が高いが胸は小さい。
白石 源五郎（しらいし げんごろう）
円の父親。いくつもの弱小野球部を甲子園に導いた名監督。

## 単行本
1. 2007年11月初版 ISBN 978-4-7973-4545-2
2. 2008年5月初版 ISBN 978-4-7973-4797-5
3. 2009年3月初版 ISBN 978-4-7973-5353-2
4. 2010年2月初版 ISBN 978-4-7973-5726-4
5. 2011年1月初版 ISBN 978-4-7973-6237-4